# Funny Little World
«Funny Little World» es una canción de cantautor noruego Alexander Rybak de su álbum debut, Fairytales. Fue lanzado en Noruega el 13 de mayo de 2009 por EMI Records como el segundo sencillo del álbum. "Funny Little World" fue escrita por Alexander Rybak y producida por Henrik Wikström y Amir Aly.
"Funny Little World" recibió una respuesta positiva de la crítica con la mayoría de los críticos noruegos. "Funny Little World" entró en la lista de ventas de Noruega como 2ª, en su primera semana, solo por detrás de Fairytale, también de Alexander Rybak.
Alexander Rybak tocó una versión acústica de la canción por primera vez en una rueda de prensa de conferencias en el Festival de la Canción de Eurovisión 2009 en Moscú, Rusia.

## Posicionamiento en listas
| Lista (2009)               | Máxima posición |
| -------------------------- | --------------- |
| Noruega (VG-lista)         | 1               |
| Suecia (Sverigetopplistan) | 4               |